# Samke Makhoba
Samkelisiwe "Samke" Makhoba (Umlazi, 25 de junio de 1989) es una actriz sudafricana, reconocida principalmente por su participación en la serie MTV Shuga.

## Biografía
Makhoba nació en Umlazi en 1989. Inicialmente estudió ciencias en la Universidad del Cabo Occidental y más adelante se inscribió en la Universidad del Witwatersrand para estudiar cine y televisión.

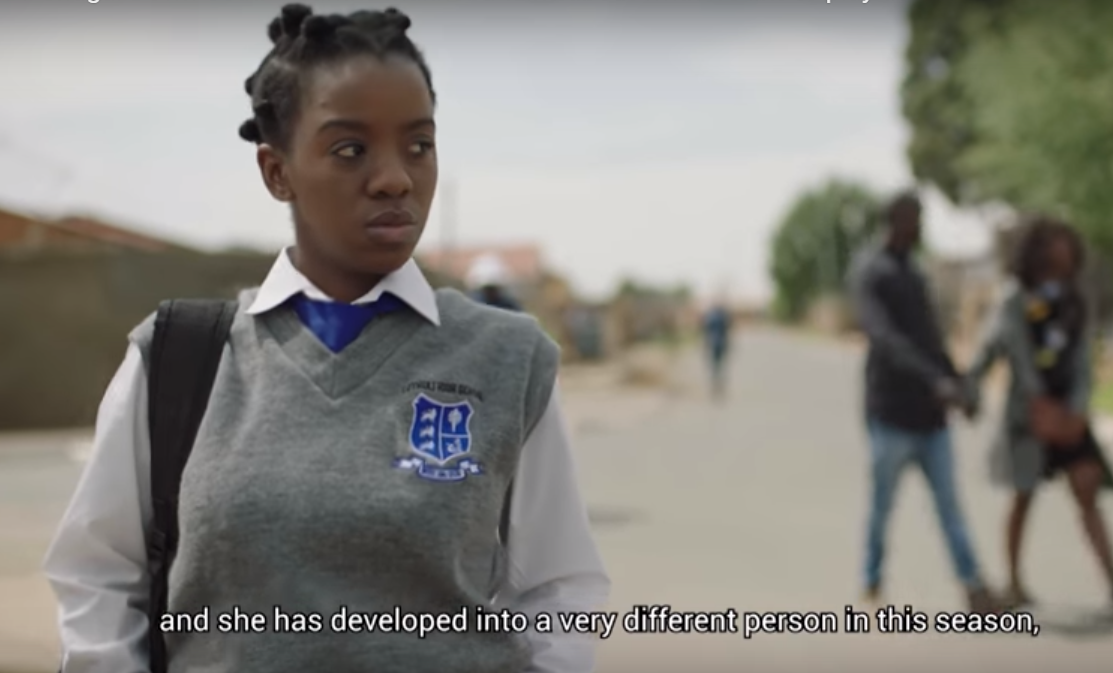
Makhoba durante el rodaje de MTV Shuga

Logró reconocimiento en su país al protagonizar en el papel de Khensani la serie de televisión MTV Shuga. A pesar de tener veintinueve años, en su papel representaba a una adolescente de quince años. En 2017 interpretó un papel de reparto en la serie de SABC1 Rented Family, donde encarnó a Zanele, hija del protagonista principal. En la séptima temporada de MTV Shuga, la actriz retomó su papel como Khensani.

## Filmografía destacada
- Generations (primera temporada) - Invitada
- MTV Shuga (quinta temporada) - Khensani
- MTV Shuga (séptima temporada) - Khensani
- Rented Family (primera temporada) - Zanele
- Rented Family (segunda temporada) - Zanele